# Bischofswiese (Döbeln)

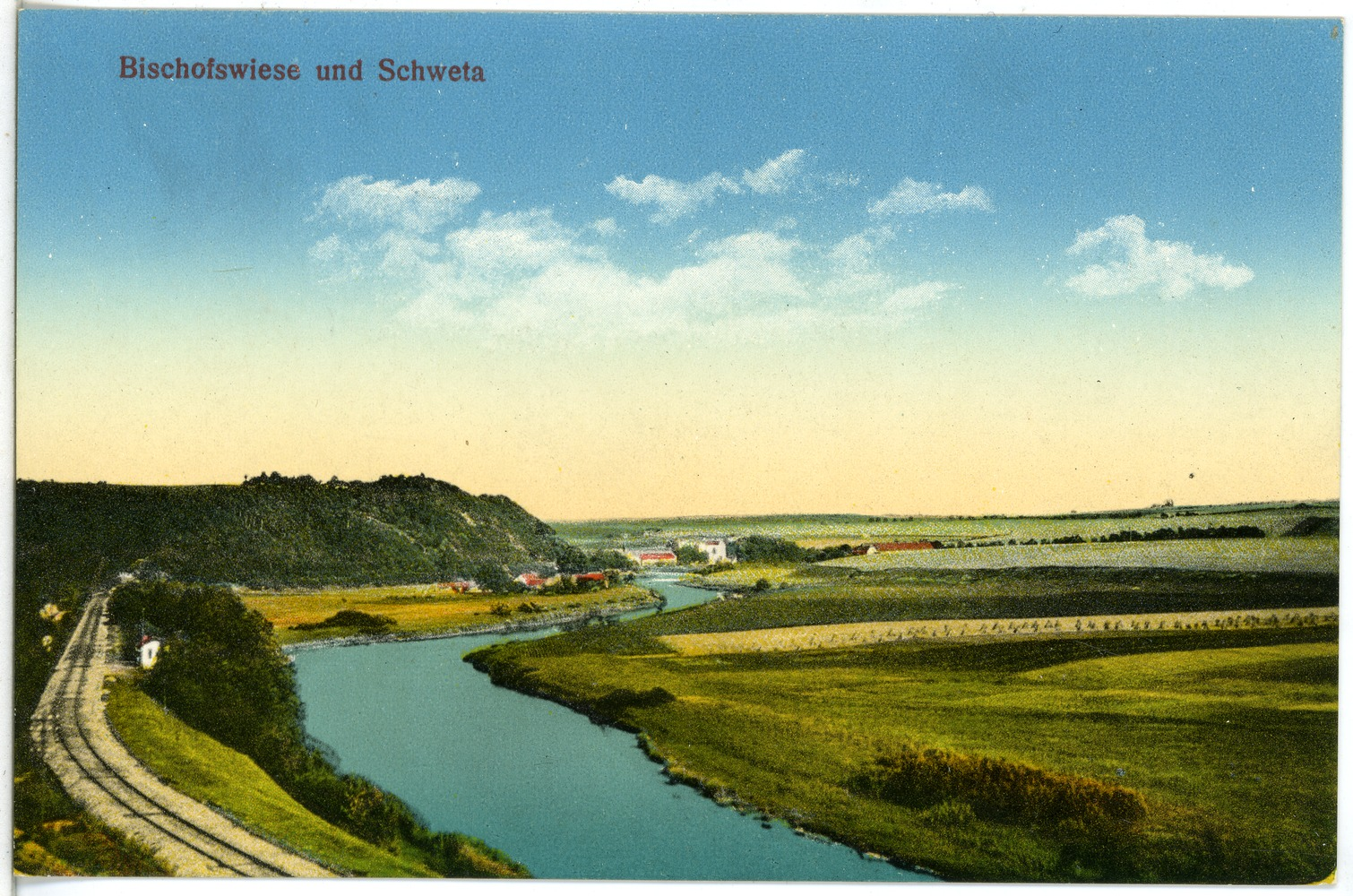
Bischofswiese (links) und Schweta (rechts). In der Mitte die Freiberger Mulde.

Bischofswiese ist eine Siedlung, die zum Döbelner Ortsteil Technitz im sächsischen Landkreis Mittelsachsen gehört.

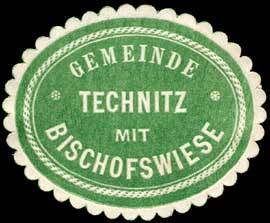
Siegelmarke der Gemeinde Technitz mit Bischofswiese

Die Siedlung wurde Ende des 15. Jahrhunderts als Bischofbergk erstmals erwähnt. Die Siedlung gehörte zum Amt Leisnig und zum Gerichtsamt Döbeln. Bischofswiese gehört seit jeher zu Techniz und liegt direkt an der Freiberger Mulde. Bischofswiese ist heute kein offizieller Ortsteil Döbelns mehr.
| Jahr          | 1834 | 1871 | 1890 |
| ------------- | ---- | ---- | ---- |
| Einwohnerzahl | 9    | 11   | 14   |

## Belege
1. ↑  Bischofswiese – HOV | ISGV. Abgerufen am 30. Dezember 2023.
2. ↑  Große Kreisstadt Döbeln: Hauptsatzung der Großen Kreisstadt Döbeln. 13. Dezember 2019, abgerufen am 30. Dezember 2023.

Koordinaten: 51° 7′ 58,08″ N, 13° 2′ 39,44″ O